# Torre Specchia Grande
Torre Specchia Grande è una torre costiera del Salento situata nel comune di Corsano. Sorge su un promontorio roccioso a ridosso della litoranea prospiciente alla località Marina Guardiola, caratterizzato da pendii ripidi terrazzati con muretti a secco e ricoperti da arbusti, macchia mediterranea e alberi di ulivo.

## Storia
La torre è un'opera di fortificazione atta a difendere il territorio salentino dagli attacchi dei Saraceni. Pur rientrante nel piano di fortificazione del territorio voluto da Carlo V, essa fu edificata a spese del collegio cittadino di Corsano intorno al 1563; un documento del 1584 stima la somma necessaria alla sua costruzione pari a 217 ducati. Prende il nome dalla zona in cui sorge, ove probabilmente insisteva un'antica specchia; rispetto alle altre torri del sistema, essa si trova più lontana dal mare (circa 350 mt) e più in altura (circa 150 metri sul livello del mare). Comunicava visivamente a nord con Torre Nasparo, nel comune di Tiggiano, e a sud con Torre del Ricco.
A differenza di altre torri, cadute in disuso già nel XVII secolo, Specchia Grande è rimasta in attività per un periodo ben più lungo, grazie alla sua posizione strategica. Nel 1626, quando alcune delle torri vicine risultavano già in stato d'abbandono, è documentata la morte di un caporale che vi stazionava, colpito da un fulmine; a metà del XIX secolo la torre risulta ancora in uso come avamposto doganale. Nel corso dei decenni, la torre fu più volte rimaneggiata e ristrutturata.
Nel XX secolo, durante la Prima guerra mondiale, fu costruita una caserma militare addossata alla torre, utilizzata anche durante la II Guerra Mondiale. In un documento del 1925 la torre viene censita come parte della caserma e viene sottolineata la sua importanza come segnale geodetico. In questi anni al corpo principale della torre fu aggiunto un corpo di fabbrica superiore di forma cilindrica, abbattuto nel 2017 a causa del cattivo stato di conservazione. Negli anni '70 ospitò per brevissimo tempo un ristorante. Oggi è inserita nel sistema di percorsi escursionistici denominato le vie del sale, e vi si tengono periodicamente eventi culturali e laboratori.

## Descrizione
L'edificio consta di un unico piano di forma troncoconica, corrispondente al basamento originario; è presente una scala in muratura a ridosso della parete esterna, connesso a un cordolo a gettante che originariamente divideva la base dal piano superiore, ora non più presente.
Addossato alla torre c'è il corpo di fabbrica quadrangolare che costituiva la casermetta di epoca contemporanea, suddivisa in due ampi stanzoni.